# Голландська Бразилія
Голландська Бразилія, також відома як одна з Нових Голландій — землі вздовж північного узбережжя Бразилії, що впродовж другої третини 17 століття знаходилися під управлінням Голландської Вест-Індської компанії.
Голландці скористалися окупацією Португалії іспанцями і розвалом Португальської колоніальної імперії для того, щоб, починаючи з 1624 року, планомірно окупувати Північний Схід Португальської Бразилії. Столицею голландських володінь у Бразилії стало місто Мауріцстад (зараз частина Ресіфі). Саме там знаходилась штаб-квартира Голландської Вест-Індської компанії.
Після відновлення португальської влади 1640 року португальці та португальські поселенці почали відвойовувати втрачені володіння в Бразилії. На руку їм зіграла і Перша англо-голландська війна, що відволікла сили голландців.
26 січня 1654 року голландці були остаточно витиснуті з території Бразилії, однак офіційно це було визнано Голландією тільки у Гаазькому договорі 1661 року.

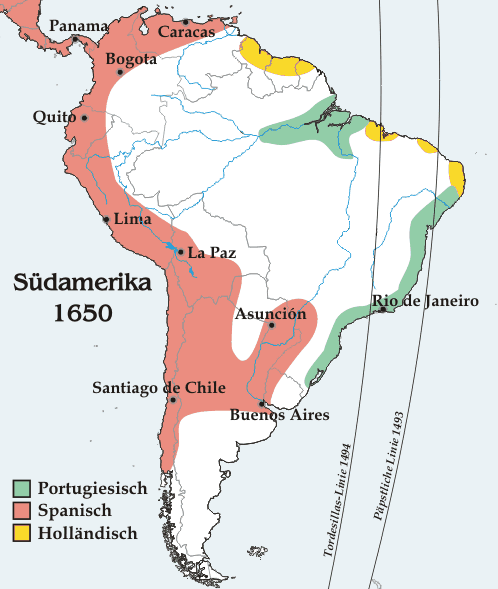
Південна Америка, 1650 рік